# 富士駐屯地
富士駐屯地（ふじちゅうとんち、JGSDF Camp Fuji）は静岡県駿東郡小山町須走481-27に所在し、陸上自衛隊富士学校等が駐屯する陸上自衛隊の駐屯地である。

## 概要
富士駐屯地司令は陸上自衛隊富士学校長が兼務。なお、本駐屯地には会計隊および駐屯地業務隊が存在せず、富士学校がそれらの業務を行う。最寄の演習場は東富士演習場（陸上自衛隊富士学校管理部演習場管理課が管理）と北富士演習場である。
施設全域を含め一般には「富士学校」と呼ばれることが多い（駐屯地入口付近の信号の案内標識も「富士学校入口」）。

## 沿革
保安隊
- 1954年（昭和29年）6月1日：臨時富士部隊本部が編成。

保安隊富士駐屯地
- 1954年（昭和29年）
  - 6月10日：富士駐屯地が開設され宇都宮駐屯地から第61連隊第3大隊が移駐。
  - 6月24日：第7連隊第3大隊が久居駐屯地から移駐。

陸上自衛隊富士駐屯地
- 1954年（昭和29年）
  - 7月1日：陸上自衛隊へ移管[2]。
  - 7月9日：第7普通科連隊第3大隊が久居駐屯地に移駐。
  - 8月5日：化学教育隊（現・化学学校）が宇治駐屯地から移駐。
  - 8月20日：

  1. 陸上自衛隊富士学校が新設され開校[3]。
  2. 第102特車大隊（3個戦車中隊基幹）が新編。

  - 9月25日：

  1. 第2特科群本部および本部中隊が新編。
  2. 第61連隊第3大隊を改編し第108特科大隊が新編。

  - 10月：富士学校自動車教習所が開設される[4]。
- 1955年（昭和30年）
  - 2月11日：第305武器野整備中隊が霞ヶ浦駐屯地から移駐。
  - 6月20日：富士学校に富士学校航空班を新編。
- 1956年（昭和31年）1月25日：第13普通科連隊第3大隊を基幹として普通科教導連隊が富士駐屯地で編成完結。
- 1957年（昭和32年）
  - 9月2日：第7連隊第3大隊が信太山駐屯地へ移駐。
  - 10月1日：化学教育隊が大宮駐屯地に移駐。
  - 11月20日：第303観測中隊が編成完結。
- 1958年（昭和33年）3月25日：第2特科群本部および本部中隊が南仙台駐屯地に移駐。
- 1959年（昭和34年）：偵察教導中隊が新編。
- 1960年（昭和35年）
  - 1月14日：第104地区警務隊、第307基地通信隊が編成完結。
  - 3月24日：富士学校航空班が滝ヶ原分屯地に移駐。
  - 4月11日：滝ヶ原分屯地が開設。普通科教導連隊が滝ヶ原分屯地へ移駐。滝ヶ原分屯地司令に職務指定。
- 1961年（昭和36年）
  - 8月17日：富士教導隊（滝ヶ原分屯地）が新編。

  1. 第108特科大隊が特科教導隊に改編され富士教導隊に隷属となる。
  2. 第102特車大隊が特車教導隊に改編され富士教導隊に隷属となる。
  3. 偵察教導中隊が偵察教導隊に改編され富士教導隊に隷属となる。
  4. 第110施設大隊が富士駐屯地で新編され富士教導隊に隷属となる。

  - 12月：静岡県公安委員会指定自動車教習所として指定を受け滝ヶ原分屯地に移転[4]。
- 1962年（昭和37年）1月18日：特車教導隊を戦車教導隊に改称。
- 1964年（昭和39年）3月24日：第305武器野整備中隊が第308武器野整備中隊に改称。
- 1965年（昭和40年）
  - 7月26日：富士教導隊が滝ヶ原分屯地から移駐。
  - 8月3日：富士教導隊が廃止され、富士教導団に改編。
- 1972年（昭和47年）7月：第110施設大隊が滝ヶ原分屯地へ移駐。
- 1974年（昭和49年）4月11日：滝ヶ原分屯地が駐屯地に昇格。
- 1975年（昭和50年）12月16日：陸上自衛隊富士地区病院が開設[5]。
- 1988年（昭和63年）4月8日：陸上自衛隊富士地区病院が自衛隊富士病院に改称[6]。
- 2008年（平成20年）3月26日：警務隊の改編により、第104地区警務隊が第128地区警務隊に改称。
- 2001年（平成13年）3月27日：装備開発実験隊を母体として開発実験団、装備実験隊を新編。
- 2002年（平成14年）3月27日：東部方面後方支援隊を新編。

1. 第308武器野整備中隊（東部方面武器隊隷下）を母体に第105全般支援大隊、富士教育直接支援大隊を新編。
2. 東部方面輸送隊の隷下部隊として第102輸送業務隊第3端末地業務班を新編。

- 2018年（平成30年）3月27日：機関開設・部隊改編等。

1. 陸上自衛隊小平学校の一部が移転し、陸上自衛隊情報学校として開設。
2. 陸上自衛隊研究本部の廃止に伴い、陸上自衛隊開発実験団が陸上自衛隊教育訓練研究本部隷下に配属替え。
3. 東部方面輸送隊第102輸送業務隊第3端末地業務班を陸上自衛隊中央輸送隊第3方面分遣隊第3端末地業務班に改編。

- 2019年（平成31年）3月26日：部隊新・改編。

1. 富士教導団隷下の戦車教導隊および偵察教導隊が駒門駐屯地へ移駐、第1機甲教育隊と統合の上機甲教導連隊へ改編。
2. 情報学校隷下に情報教導隊を新編。

## 駐屯部隊・機関

### 防衛大臣直轄部隊・機関
- 陸上自衛隊富士学校
  - 富士教導団
    - 特科教導隊
- 陸上自衛隊情報学校
  - 情報教導隊
- 陸上自衛隊教育訓練研究本部
  - 陸上自衛隊開発実験団
    - 陸上自衛隊開発実験団本部
    - 装備実験隊
- 警務隊
  - 東部方面警務隊
    - 第128地区警務隊本部
- 自衛隊富士病院（共同機関、陸上幕僚長を通じて指揮監督を受ける。）
- 陸上自衛隊中央輸送隊
  - 第3方面分遣隊
    - 第3端末地業務班

### 東部方面隊隷下部隊・機関
- 東部方面後方支援隊
  - 第105全般支援大隊：東富士演習場使用部隊の支援等
  - 富士教育直接支援大隊：富士学校などを支援
- 東部方面システム通信群
  - 第105基地システム通信大隊
    - 第305基地システム通信中隊
      - 富士派遣隊
- 関東補給処
  - 富士弾薬出張所

## 最寄の幹線交通
- 高速道路：東名高速道路御殿場IC、
- 一般道：国道138号（東富士五湖道路）、国道246号、国道469号、静岡県道150号足柄停車場富士公園線、静岡県道157号五本地御殿場線
- 鉄道：JR御殿場線 御殿場駅
- 路線バス：富士急モビリティ富士学校線、富士急バス・フジエクスプレス・京王バス・東急トランセ富士山駅・河口湖～渋谷線、フジエクスプレス・相鉄バス河口湖～横浜線富士学校前停留所
- 港湾：清水港（特定重要港湾）、田子の浦港、御前崎港（共に重要港湾）
- 飛行場：羽田空港